# 大多和タカ
大多和 タカ（おおたわ たか、1893年(明治26年) - 1989年(平成1年)11月）は、日本の教育者。松江ミシン裁縫女学院（現・開星中学校・高等学校）創設者。広島県出身。

## 経歴
東京日本文化裁縫学院卒。1924年、夫音吉とともに島根県松江市中原町に「松江ミシン裁縫女学院」を設立。理事長兼校長として長年経営に関わり、夫亡き後も熱心に教育に当たり、私学の振興に尽力した。その功績から藍綬褒章、勲五等宝冠章、勲四等宝冠章などを受章している。